# The Big Spin
The Big Spin was een Amerikaans televisieprogramma van de California State Lottery dat van 1985 tot 2009 werd uitgezonden.
In het programma, waarvan 1.213 afleveringen werden uitgezonden, was een jackpot te winnen van minimaal 3 miljoen dollar. De hoogste gewonnen jackpot bedroeg 15.220.000 dollar. Vanaf 1999 werd het 22 minuten durende programma (reclame niet meegerekend) opgenomen in de studio's van het onafhankelijke, niet-commerciële televisiestation KCET in Hollywood, Californië.